# Matthew Day Jackson
Matthew Day Jackson (født i 1974) er en amerikansk kunstner, hvis mangefacetterede kunst omfatter skultur, maleri, collage, fotografering, tegning, video, performance art og installation art. Siden han graduerede med en MFA fra Rutgers University i 2001, efter en BFA fra University of Washington i Seattle, har han haft mange solo-udstillinger. Hans værker er blevet vist på MAMbo Museo d'Arte Moderna in Bologna, Italien; Boulder Museum of Contemporary Art in Boulder, Colorado; the Museum of Fine Arts, Boston; Portland Museum of Art Biennialen i Portland, Maine; og Whitney Biennialen Day for Night i New York.